# Victor Pernac
Victor Pernac (Marsella, 23 de desembre de 1921) va ser un ciclista francès que fou professional entre 1939 i 1951.

## Palmarès
- 1939
  - Vencedor d'una etapa al Tour du Sud-Est
- 1941
  - 1r al Gran Premi Espéraza
- 1945
  - 1r a la Marsella-Toló-Marsella

### Resultats al Tour de França
- 1947. Abandona (3a etapa)
- 1948. Abandona (4a etapa)